# Kristallmottagare

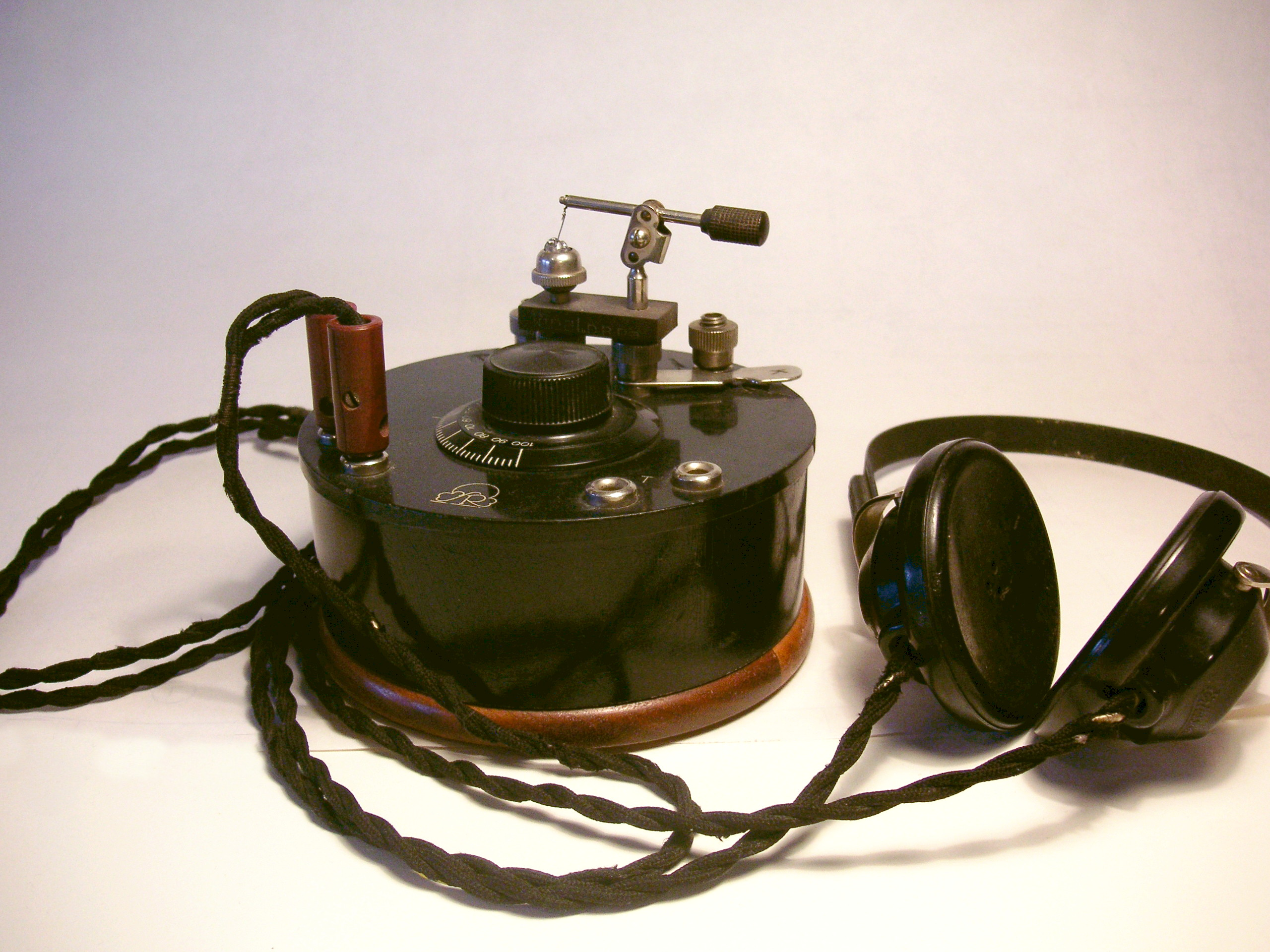
Svensk kristallmottagare av märke Radiola och tillverkat av Svenska Radioaktiebolaget 1925. Instrumentet överst på mottagaren är detektorn med sin tunna metalltråd mot kristallen.

Kristallmottagare kallas en äldre typ av radiomottagare som förekom i radions barndom. I Sverige var en kristallmottagare med hörlurar vanligt förekommande i hemmen från början av 1920-talet för att lyssna på rundradioprogram. Efter hand ersattes den av radiomottagare med elektronrör och högtalare.

## Teknik

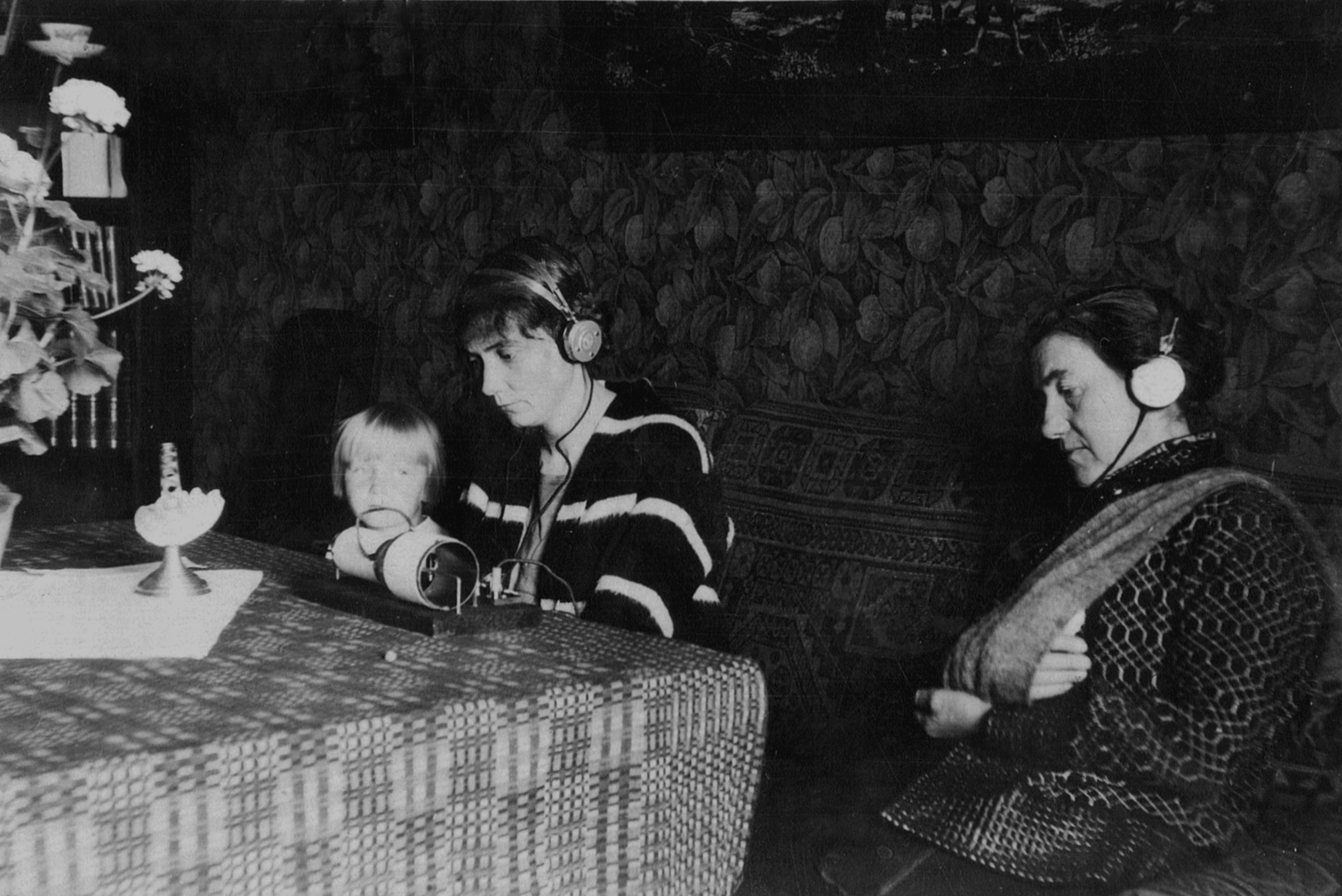
Två kvinnor med hörlurar lyssnar på en kristallradio medan ett barn tittar på.

En kristallmottagare behöver ingen strömförsörjning.
Kristallen är den verksamma delen i den detektor som likriktar en inkommande högfrekvent och amplitudmodulerad signal till en lågfrekvent signal som kan ge ljud i hörlurar av högohmstyp. Ett normalvärde är 2 000 ohm per hörlur. Själva kristallen utgörs av något halvledande kristalliniskt mineral, exempelvis kiselkarbid. Likriktningen uppstår när spetsen av en tunn metalltråd utövar ett lätt tryck på en aktiv punkt på kristallytan.
Mottagardelen består av en lång antenn och en jordledning kopplade till en enkel svängningskrets, parallellkrets med vridkondensator / spole med hög egenkapacitans, dimensionerad för mellanvåg och långvåg (1 500 – 150 kHz). Med denna anordning görs en avstämning till samma våglängd (frekvens) som hos den rundradiosändare som man vill lyssna på. Största möjliga spänning tillförs då detektorn för att erhålla bästa mottagning.
Kristallmottagaren ger en tämligen oskarp avstämning, där endast den starkaste lokalsändningen kan tas in. Men vinternätter, när lokalstationen tystnat för dagen, kan man i Sverige få in signaler från långt nere i Europa (så länge dylika sändare – amplitudmodulerade – fortfarande finns kvar).
År 1927 lanserade Gylling & Company en kristallmottagare (byggd av DUX) som kostade inklusive hörlurar 28 kronor. Den såldes i 10 000 exemplar.

## Kristallmottagare i media
En kristallmottagare figurerar i en viktig roll i Makoto Shinkais film från 2011 – Hoshi wo ō kodomo (Children Who Chase Lost Voices from Deep Below).

## Bilder

Kopplingsschema för en kristallmottagare.
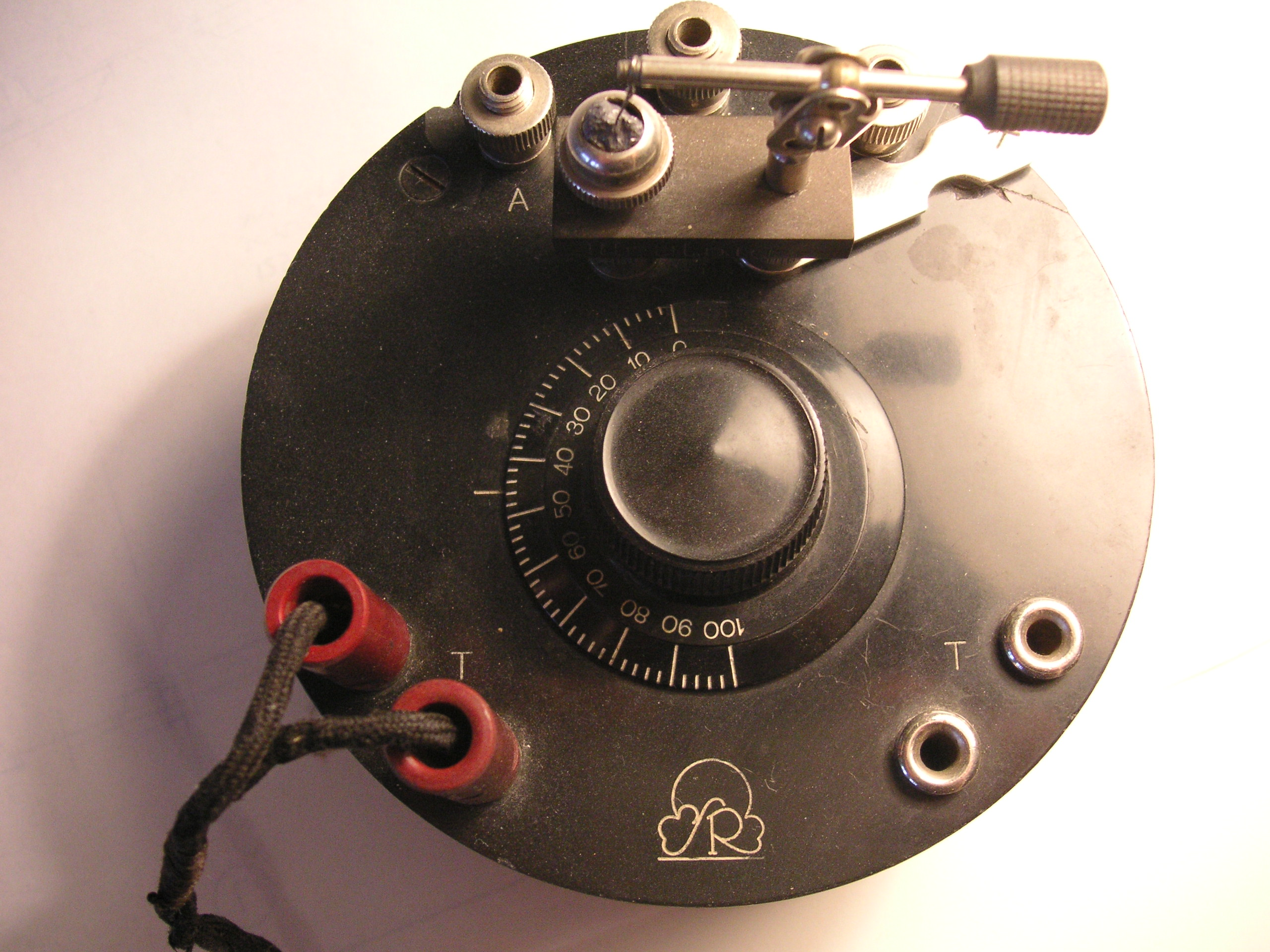
Detalj av kristallmottagaren ovan.
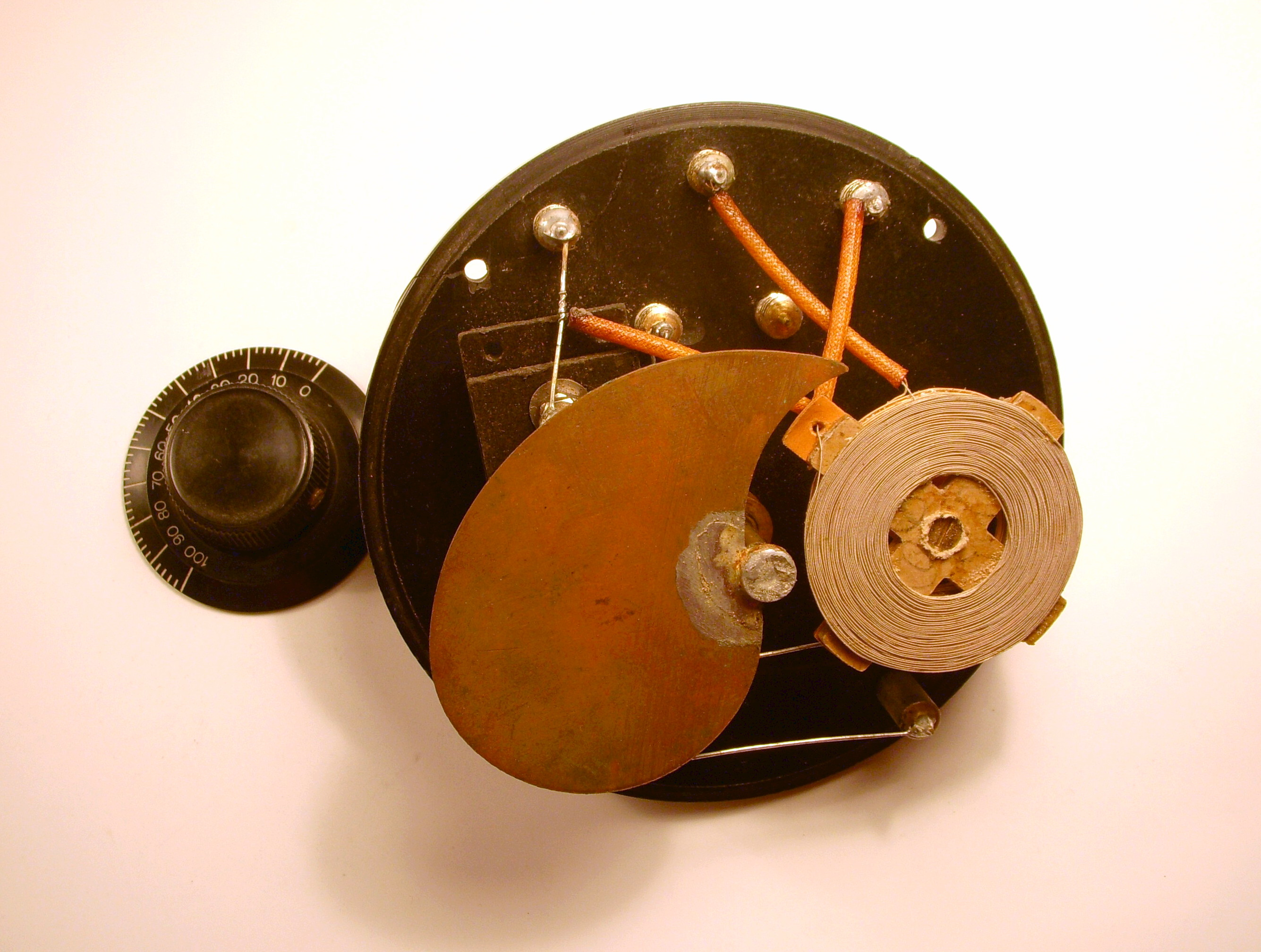
Insidan av kristallmottagaren ovan.
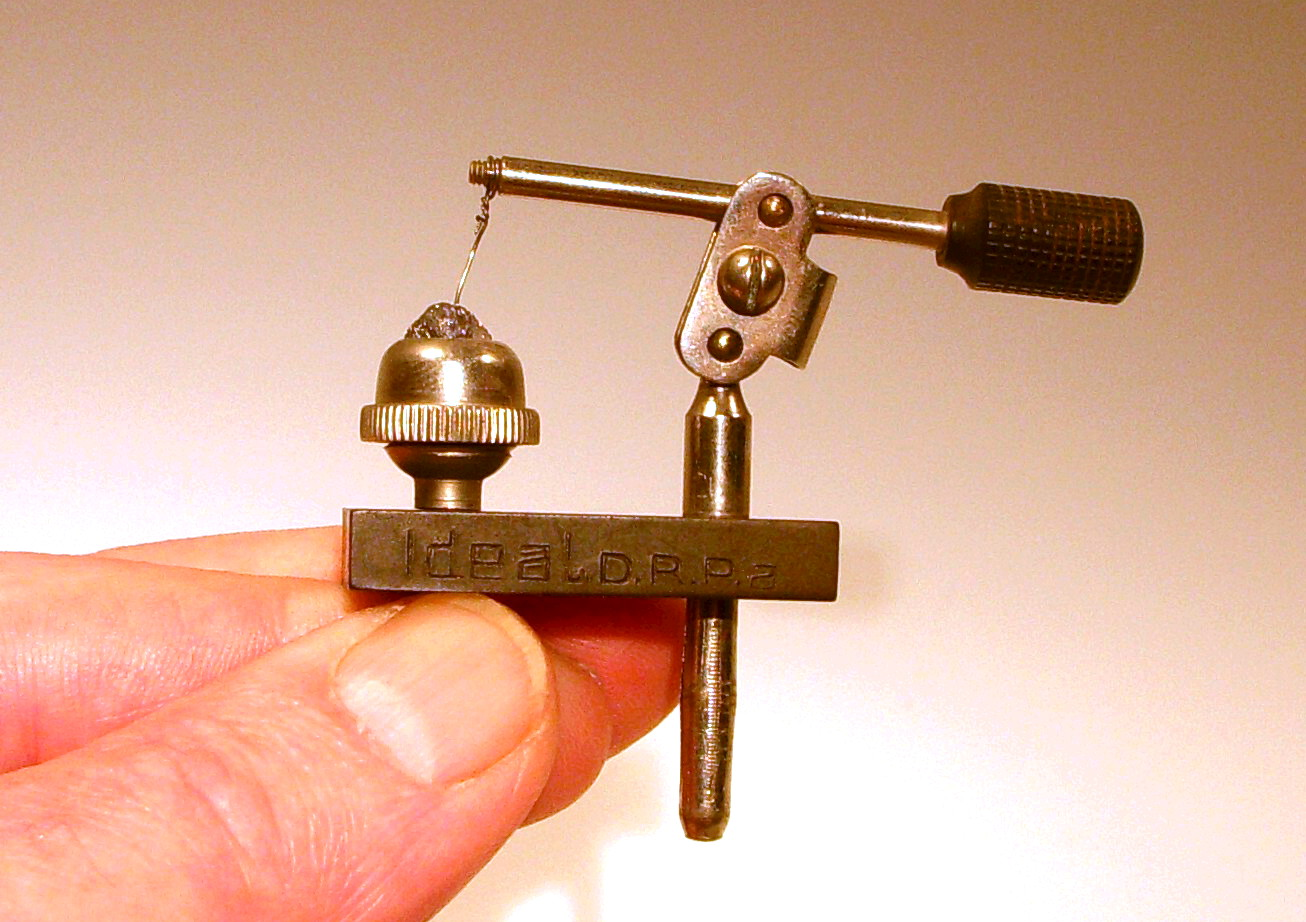
Detektorn med sin tråd, bestående av en tunn metalltråd fäst vid en rörlig arm som här berör ytan på en blysulfidkristall.
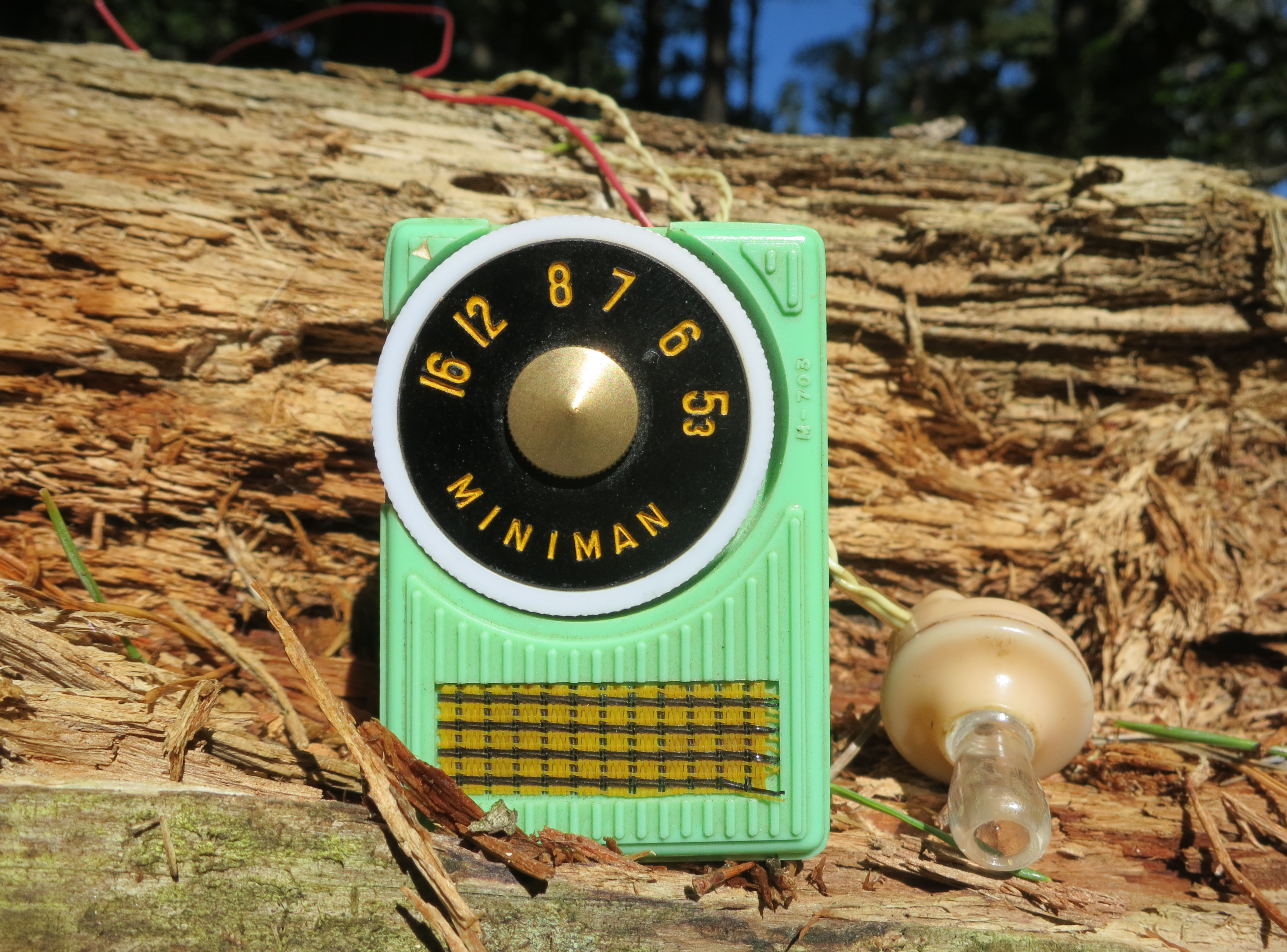
Miniman M-703, japansk kristallmottagare i fickmodell från slutet av 1950-talet